# Концерт за Аранхуез
Концерт за Аранхуез (шп. Concierto de Aranjuez) је најпознатије музичко дело за гитару и оркестар шпанског композитора Хоакина Родрига.

## Увод
Хоакин Родриго је своје прво музичко дело за гитару и оркестар, Концерт за Аранхуез, компоновао 1939. године у Паризу, у напетим историјским околностима између последњих борби у Шпанском грађанском рату и предвечерја Другог светског рата. Инстументација концерта је јединствена, јер се ретко звук гитаре супротставља читавом оркестру. Упркос томе, звук гитаре се не утапа у оркестар, већ је истакнут током целог извођења. Премијерно је изведен 9. новембра 1940. године у Дворани каталонске музике (Palau de la Música Catalana) у Барселони. Гитаристу Рехина Саинца де ла Мазу пратио је Филхармонијски оркестар Барселоне, а на месту диригента је био Сезар Медноса Ласаље.

## Ставови
Концерт за Аранхуез је подељен у три става: Allegro con spirito, Adagio и Allegro gentile.
Најпознатији је други став – Adagio. Карактеристичан је по спором извођењу и уздржаној мелодичности постигнутој увођењем енглеског рога уз нежну пратњу гитаре и других дувачких инструмената (фагот, обоа, хорна). Став је испуњен осећањем уздржане жалости. Почетној мелодији се постепено додаје орнаментација. Пригушени звук гитаре ствара прве знаке тензије која расте и узима маха, а затим попушта. Али то је само затишије које се изнова руши током главне мелодије, appassionato del molto (итал. веома страствено), изражене кроз деонице праћене дрвеним дувачким инструментима. И поред тога што је заправо окончан последњим деоницама оркестра, став разрешава смирени арпеђо гитаре. 
Трећи став - Allegro gentile - комбинује 2/4 и 3/4 тактове.

## Надахнуће
Концерт за Аранхуез је надахнут вртовима Краљевске палате у Аранхуезу, пролећној резиденцији краља Филипа II у другој половини 16. века, коју је средином 18. века реконструисао Фернандо VI. Композотор својим делом покушава да слушаоцима дочара звуке природе из другог места и другог доба.
По речима композитора, први став је „покренут ритмичним духом и енергијом и ниједна од две теме не прекида свој неумитан ритам“. Други став „представља дијалог између гитаре и дувачких инструмената“ (енглески рог, фагот, обоа, хорна), док последњи став „оживљава формални плес у којем комбинација двоструког и троструког ритма одржава напетост од једног до другог такта“. Хоакин Родриго описује концерт као покушај да се ухвати „мирис магнолија, пој птица и жубор фонтана“ вртова Аранхуеза.
Због дугогодишње ћутње Родрига и његове супруге уврежило се мишљење да је други став надахнут бомбардовањем Гернике 1937. године. У својој аутобиографији, Викторија, композиторова жена, тврди да став представља присећање на срећне дане током меденог месеца и Родригов одговор на бол због смрти њиховог првог детета.

## Признања
Краљ Хуан Карлос I је 1991. године Хоакину Родригу доделио титулу Маркиза вртова Аранхуеза.
Хоакин Родриго и његова супруга Викторија сахрањени су на гробљу у Аранхуезу.

## Снимци концерта
Нарсисо Јепес
- 1º Mov. (Video de YouTube)
- 2º Mov. (Video de YouTube)
- 3º Mov. (Video de YouTube)

Џон Вилијамс
- 1º Mov. (Video de YouTube)
- 2º Mov. (Video de YouTube)
- 3º Mov. (Video de YouTube)

Пако де Лусија
- 1º Mov. (Video de YouTube)
- 2º Mov. (Video de YouTube)
- 3º Mov. (Video de YouTube)

Казухито Јамашита
- 1º Mov. (Video de YouTube)
- 2º Mov. (Video de YouTube)
- 3º Mov. (Video de YouTube)

Пепе Ромеро
- Historia (Video de Dailymotion)